# Lijst van burgemeesters van Spijk
Dit is een lijst van burgemeesters van de voormalige Nederlandse gemeente Spijk tot die gemeente in 1855 opging in de gemeente Heukelum.
| Ambtsperiode | Naam burgemeester     | Partij of stroming | Bijzonderheden                                                                                           |
| ------------ | --------------------- | ------------------ | --- |
| 18?? - 1851  | Jan (J.) de Graaff    |                    | tevens burgemeester van Arkel (1851)                                                                     |
| 1851 - 1852  | Felix (F.) de Klopper |                    | tevens burgemeester van Asperen (1852), Heukelum (1851-1852) en Arkel (1851-1852), later van Schoonhoven |
| 1852 - 1853  | J.J. Noman            |                    | tevens burgemeester van Asperen en Heukelum                                                              |
| 1853 - 1855  | J.C.M. Pompe          |                    | tevens burgemeester van Asperen en Heukelum (beide 1853-1886)                                            |